# Dichaetomyia fulviventris
Dichaetomyia fulviventris este o specie de muște din genul Dichaetomyia, familia Muscidae, descrisă de Willi Hennig în anul 1952. Conform Catalogue of Life specia Dichaetomyia fulviventris nu are subspecii cunoscute.